# Мартин, Марион
Марион Мартин (англ. Marion Martin, урождённая Марион Сапли (англ. Marion Suplee), 7 июня 1909 — 13 августа 1985) — американская актриса.
Родилась в Пенсильвании в семье управляющего сталелитейной компании «Bethlehem Steel», который потерял всё своё состояние во время Биржевого краха 1929 года. Её актёрская карьера началась с театральной сцены, а в 1927 году состоялся её дебют на Бродвее. После ещё пары театральных ролей Мартин переехала в Голливуд, где в 1934 году впервые появилась на киноэкранах. Её кинокарьера, продолжавшаяся до 1952 года, включает в себя около восьмидесяти картин, среди которых «Приглашение к счастью» (1939), «Человек в железной маске» (1939), «Шумный город» (1940), «Большой магазин» (1941), «Сказки Манхэттена» (1942), «Горожанка» (1943) и «Чёрный ангел» (1946). Большинство её ролей были второго плана, при этом к конце карьеры её участие в фильмах порой не обозначалось в титрах.
В начале 1950-х у Мартин было несколько ролей на телевидении, а после 1952 года она больше не снималась. После завершения карьеры Мартин жила в Калифорнии, занимаясь благотворительностью. Актриса умерла в 1985 году в возрасте 76 лет и была похоронена на кладбище Святого креста в Калвер-Сити. Её вклад в американский кинематограф отмечен звездой на Голливудской аллее славы.